# 사카이 다다마사 (1857년)
사카이 다다마사(일본어: 酒井忠匡, 1857년 1월 14일 ~ 1911년 4월 30일)는 데와 마쓰야마 번의 8대(마지막) 번주이다. 관위는 종5위하, 다이가쿠노카미(大学頭)였고, 메이지 시대에는 정3위, 자작이 되었다.
안세이 3년 12월 19일, 마쓰야마 번의 7대 번주 사카이 다다요시의 셋째 아들로 태어났다. 메이지 원년(1868년) 12월, 아버지 다다요시가 보신 전쟁에서 막부 편에 섰기 때문에 강제 은거당하면서 번주직을 계승하였다. 메이지 2년(1869년), 판적봉환에 의해 지번사가 되었고, 이때 마쓰야마라는 번 이름을 마쓰미네(松嶺)로 바꾸었다. 메이지 4년(1871년) 7월, 폐번치현으로 인해 면직되었다. 1884년, 화족(華族)의 열반에 올라 자작이 되었다. 1911년에 56세로 사망하였다.
| 전임 사카이 다다요시 | 제8대 사카이 사에몬노조 가문 분가 1868년 ~ 1911년 | 후임 사카이 다다아키라 |

| 전임 사카이 다다요시 | 제8대 마쓰야마 번 번주 1868년 ~ 1871년 | 후임 폐번치현 |